# Stephan Prager
Stephan Prager  (* 28. Juni 1875 in Liegnitz, Landkreis Liegnitz, Provinz Schlesien; † 29. Mai 1969 in Düsseldorf; vollständiger Name: Stephan Friedrich Prager) war ein deutscher Architekt und preußischer Baubeamter. Prager war Überlebender des Holocaust.

## Leben
Stephan Prager, Sohn des Fabrikbesitzers und Premierleutnants Felix Prager, besuchte das Gymnasium und die Wilhelmschule in Liegnitz. Nach seinem Umzug nach Berlin 1892 legte er dort 1895 das Abitur ab. Anschließend studierte er an der Technischen Hochschule Darmstadt und der Technischen Hochschule (Berlin-)Charlottenburg Architektur, Philosophie und Kunstgeschichte. Er wurde im Winter-Semester 1895/96 Mitglied des Corps Hassia Darmstadt. Im Hochbaufach legte er 1899 die erste Staatsprüfung ab und war anschließend als Referendar in der staatlichen Hochbauverwaltung tätig. Den erst 1900 eingeführten akademischen Grad Diplom-Ingenieur bekam er 1903 nachträglich zugesprochen. Er wurde 1905 nach bestandener 2. Staatsprüfung zum Regierungsbaumeister (Assessor im öffentlichen Bauwesen) ernannt und besuchte neben seiner beruflichen Tätigkeit kunstwissenschaftliche Vorträge und Vorlesungen an der Technischen Hochschule. Er promovierte 1911 an der Universität Erlangen mit der Dissertation Die Architektur im Lichte ästhetisch-systematischer Entwicklungsprinzipien zum Dr. phil.
1913 wurde er als technischer Attaché zum Generalkonsul nach New York berufen. Prager kehrte nach Ausbruch des Ersten Weltkrieges freiwillig nach Deutschland zurück, obwohl er vom Kriegsdienst befreit war. Er geriet in britische Kriegsgefangenschaft, aus der er am 3. November 1914 entlassen wurde. Nach seiner Rückkehr ins Deutsche Reich meldete er sich für den Kriegsdienst und kämpfte ab Januar 1915 als Oberleutnant der Artillerie an der Westfront. Als Hauptmann leitete er ab 1916 eine Feldhaubitzenbatterie. Nach der Schlacht bei Arras geriet er wieder in britische Kriegsgefangenschaft, aus der er im November 1919 als Major der Reserve entlassen wurde. Prager wurde mit dem Eisernen Kreuz I. und II. Klasse, dem Militärverdienstorden mit Schwertern, dem Verwundetenabzeichen sowie dem Ehrenkreuz für Frontkämpfer ausgezeichnet.
Ab 1920 war er wieder als Regierungs- und Baurat im Staatsdienst tätig. Er war 1922 eines der ersten Mitglieder der Freien Deutschen Akademie des Städtebaus (später DASL). Seine Ernennung zum Oberregierungs- und Oberbaurat erfolgte 1925 in Merseburg, wo er die Landesplanung für den engeren mitteldeutschen Industriebezirk aufbaute. Die Provinzialverwaltung der Rheinprovinz berief ihn 1927 zum Aufbau der dortigen Landesplanung. Prager gründete 1929 die Arbeitsgemeinschaft der deutschen Landesplaner. Von 1935 bis 1936 war er im Zuge der Wiederangliederung des Saarlands an das Deutsche Reich siedlungstechnisch tätig.
1936 entließ die Provinzialverwaltung der Rheinprovinz Prager aus dem Staatsdienst. Danach war er der Verfolgung durch die Gestapo ausgesetzt. Aufgrund seiner jüdischen Herkunft wurde Prager aus Düsseldorf in das Ghetto Theresienstadt deportiert, wo er am 23. Juli 1942 ankam. Im Theresienstadt-Konvolut ist er als „A-Prominenter“ aufgeführt, war dort als Bauingenieur tätig und wurde am 8. Mai 1945 durch die Rote Armee befreit.
Anschließend berief ihn die Landesregierung von Nordrhein-Westfalen zum Ministerialdirigenten und Leiter der Landesplanung. Er wurde 1949 erster Präsident der DASL. Die RWTH Aachen und die Technische Hochschule Hannover verliehen ihm die Ehrendoktorwürde (Dr.-Ing. E. h.). Zudem ernannte ihn die Landesregierung von Nordrhein-Westfalen zum Professor. Er wurde zum Ehrenmitglied der staatlichen Kunstakademie Düsseldorf ernannt. Prager erhielt 1952 das Große Verdienstkreuz des Verdienstordens der Bundesrepublik Deutschland (1965 noch den Stern dazu). Noch 1965 war Prager an dem Handwörterbuch für Raumforschung und Raumordnung der Akademie für Raumforschung und Landesplanung beteiligt.  Er starb Ende Mai 1969 in Düsseldorf.

## Schriften (Auswahl)
- Die Architektur im Lichte ästhetisch-systematischer Entwicklungsprinzipien. Dissertation, Universität Erlangen 1911.
- Englische Bestrebungen zur Behebung der Wohnungsnot nach dem Krieg. In: Zeitschrift für Bauwesen. Nr. 7, 1920, Sp. 413–500 (zlb.de).
- Berücksichtigung des Winddruckes bei hohen amerikanischen Bauten. In: Zeitschrift für Bauwesen. Nr. 1, 1921, S. 69–75 (zlb.de).
- Das deutsche Luftbildwesen / Die Technik des Luftbildwesens
  - (= Veröffentlichungen der Arbeitsgemeinschaft für Forschung des Landes Nordrhein-Westfalen, Heft 97), Westdeutscher Verlag, Köln / Opladen 1961
  - VS Verlag für Sozialwissenschaften, Wiesbaden 1961, ISBN 3-322-96146-X; großteils online über Google-Bücher
    - online-Ausgabe: ISBN 978-3-322-96282-9